# James Omondi
James Omondi (ur. 30 grudnia 1980 w Nairobi) – kenijski piłkarz grający na pozycji napastnika.

## Kariera klubowa
Karierę piłkarską Omondi rozpoczął w klubie Sher Agencies z Naivashy. W jego barwach zadebiutował w 2000 roku w kenijskiej Premier League. W 2003 roku przeszedł do Thiki United i grał w nim w latach 2003-2005.
W 2005 roku Omondi został zawodnikiem wietnamskiego zespołu Sông Lam Nghệ An, wywodzącego się z miasta Vinh. Jeszcze w tym samym roku przeszedł do etiopskiego Saint-George SA z Addis Abeby. W 2006 roku wrócił do Kenii i do 2007 roku grał w Thice United. Następnie został zawodnikiem Anse Réunion FC z Seszeli. W 2010 roku wrócił do Kenii i został piłkarzem Mathare United. Zakończył w nim swoją karierę.

## Kariera reprezentacyjna
W reprezentacji Kenii Omondi zadebiutował 7 września 2002 roku w wygranym 3:0 meczu Pucharu Narodów Afryki 2004 z Togo. W 2004 roku został powołany do kadry na Puchar Narodów Afryki 2004. Tam rozegrał jeden mecz, z Senegalem (0:3). Od 2002 do 2004 wystąpił w kadrze narodowej 16 razy i strzelił 7 goli.